# Communauté de communes Sidobre Vals et Plateaux
La communauté de communes Sidobre Vals et Plateaux est une communauté de communes française située dans le département du Tarn dans la région Occitanie. 

## Histoire
La communauté de communes Sidobre Val d'Agout — Vals et Plateaux des Monts de Lacaune est créée au 1er janvier 2017. Elle est formée par fusion de la communauté de communes Sidobre Val d'Agout et de la communauté de communes Val et Plateau Mont-de-Lacaune.
L'intercommunalité change sa dénomination provisoire le 18 avril 2017 pour adopter le terme « Sidobre Vals et Plateaux »
Le 1er janvier 2019, Saint-Salvi-de-Carcavès quitte la communauté de communes.

## Listes des communes
La communauté de communes est composée des 16 communes suivantes :

| Nom                     | Code Insee | Gentilé           | Superficie (km2) | Population (dernière pop. légale) | Densité (hab./km2) |
| ----------------------- | ---------- | ----------------- | ---------------- | --------------------------------- | ------------------ |
| Le Bez (siège)          | 81031      | Bessois           | 32,13            | 901 (2022)                        | 28                 |
| Brassac                 | 81037      | Brassacais        | 23,87            | 1 293 (2022)                      | 54                 |
| Burlats                 | 81042      | Burlacois         | 32,62            | 2 010 (2022)                      | 62                 |
| Cambounès               | 81053      | Cambounésois      | 22,58            | 338 (2022)                        | 15                 |
| Fontrieu                | 81062      |                   | 102,62           | 954 (2022)                        | 9,3                |
| Lacaze                  | 81125      | Lacazois          | 46,16            | 317 (2022)                        | 6,9                |
| Lacrouzette             | 81128      | Crouzetois        | 28,77            | 1 533 (2022)                      | 53                 |
| Lasfaillades            | 81137      | Failladais        | 8,32             | 88 (2022)                         | 11                 |
| Le Masnau-Massuguiès    | 81158      |                   | 47,63            | 253 (2022)                        | 5,3                |
| Montfa                  | 81177      |                   | 10,69            | 468 (2022)                        | 44                 |
| Roquecourbe             | 81227      | Roquecourbains    | 16,65            | 2 181 (2022)                      | 131                |
| Saint-Germier           | 81252      |                   | 4,16             | 156 (2022)                        | 38                 |
| Saint-Jean-de-Vals      | 81256      | Saint-Jean-Valois | 4,75             | 84 (2022)                         | 18                 |
| Saint-Pierre-de-Trivisy | 81267      | Saint-Pierrais    | 36,09            | 617 (2022)                        | 17                 |
| Saint-Salvy-de-la-Balme | 81269      | Saint-Salviols    | 18,36            | 528 (2022)                        | 29                 |
| Vabre                   | 81305      | Vabrais           | 28,43            | 716 (2022)                        | 25                 |

## Administration
| Période      | Période  | Identité                  | Étiquette | Qualité                                                     |
| ------------ | -------- | ------------------------- | --------- | ----------------------------------------------------------- |
| janvier 2017 | 2023     | Jean-Marie Fabre          | DVG       | Maire de Burlats (1995-2012) Conseiller général (1998-2015) |
| 2023         | En cours | Brigitte Pailhé-Fernandez |           | Maire de Lasfaillades                                       |